# Nebojša Živković
Nebojša Živković (ur. 30 lipca 1978 w Lazarevacu) – serbski piłkarz grający na pozycji obrońcy.